# 阿諾德萊恩 (密西西比州)
阿諾德萊恩（英語：Arnold Line）是位於美國密西西比州拉馬爾縣的普查規定居民點。

## 人口
根據2020年美國人口普查的數據，阿諾德萊恩的面積為4.31平方千米，皆為陸地。當地共有人口2333人，而人口密度為每平方千米541.3人。